# Meiogyne glabra
Meiogyne glabra är en kirimojaväxtart som beskrevs av E.C.H.van Heusden. Meiogyne glabra ingår i släktet Meiogyne och familjen kirimojaväxter. Inga underarter finns listade i Catalogue of Life.